# Balbisia calycina
Balbisia calycina là một loài thực vật có hoa trong họ Vivianiaceae. Loài này được August Heinrich Rudolf Grisebach miêu tả khoa học đầu tiên năm 1874 dưới danh pháp Viviania calycina. Năm 1973 Armando Theodoro Hunziker và Luis Ariza Espinar chuyển nó sang chi Balbisia.

## Phân bố
Loài này được tìm thấy tại tây bắc Argentina.